# Mamadysj
Mamadysj (Russisch: Мамадыш; Tataars: Mamadış) is een stad in de Russische autonome republiek Tatarije. De stad ligt op de rechteroever van de rivier de Vjatka (Вятка) (stroomgebied van de Kama), 167 km ten oosten van Kazan.
De nederzetting is van Tataarse oorsprong, met slechts enkele Russische pioniers in de 17e eeuw. De stadsstatus werd in 1781 verkregen.
| 1897  | 1939  | 1959  | 1979   | 1989   | 2002   |
| ----- | ----- | ----- | ------ | ------ | ------ |
| 4.213 | 7.700 | 9.000 | 10.300 | 11.835 | 13.509 |

Bestuurlijk centrum: Kazan

Agryz · Almetjevsk · Aznakajevo · Bavly · Boegoelma · Boeinsk · Bolgar · Jelaboega · Laisjevo · Leninogorsk · Mamadysj · Mendelejevsk · Menzelinsk · Naberezjnye Tsjelny · Nizjnekamsk · Noerlat · Tetjoesji · Tsjistopol · Zainsk · Zelenodolsk